# Calixto Suárez
Calixto Suárez Villafañe (Sogrome, Colombia, 3 de febrero de 1967) indígena arhuaco de la Sierra Nevada de Santa Marta en el norte de Colombia, representante de los Mamos, (líderes espirituales).

## Biografía
Calixto nació a 3000 m sobre el nivel del mar, en la parte alta de la montaña. Se crio con personas mayores y Mamos, con quienes comenzó a aprender de los cuatro mundos, con base en los que está construida la creación, de la Tierra y del Universo. A la edad de 30 años comenzó a viajar para transmitir los mensajes de valor y respeto de la cultura indígena colombiana.

## Labor
Es representante y defensor de la cultura indígena colombiana y de la Sierra Nevada, cuya importancia a nivel de la preservación de la biodiversidad es reconocida internacionalmente. Colabora a nivel internacional con el instituto de la bióloga y antropóloga Jane Goodall y con su organización Roots & Shoots.
Es consultor y director para la innovación sostenible en el Instituto de la Tierra y representa a los pueblos indígenas en CHRIO.
Promueve una comunicación transversal y abierta entre varios pueblos, en el sentido de encontrar soluciones a los problemas ambientales y el nuevo nomadismo, siendo invitado como conferencista y orador por varias instituciones.

## Conferencias y seminarios
| Año  | Título                                                                                            | Lugar               | Sede                                                        |
| ---- | ------------------------------------------------------------------------------------------------- | ------------------- | ----------------------------------------------------------- |
| 2019 | Pueblos indígenas, derechos humanos y cooperación internacional                                   | Madrid, España      | Universidad Carlos III                                      |
| 2019 | CCC19 - Climate change & consciousness                                                            | Findhorn, Escocia   | Findhorn Foundation                                         |
| 2018 | Cátedra Unesco – Educación por la paz global sostenible                                           | Lisboa, Portugal    | ISCSP - Instituto Superior de ciencias sociales y políticas |
| 2018 | Programa de doctorado: Políticas e imágenes de cultura                                            | Lisboa, Portugal    | CRIA – Centro em rede da investigaçao em Antropología       |
| 2018 | Programa de doctorado: Políticas e imágenes de cultura                                            | Lisboa, Portugal    | ISCTE – IUL Instituto universitario de Lisboa               |
| 2017 | Sustentabilidad planetaria: ¿Realidad o quimera?                                                  | Barcelona, España   | Museo Marítimo de Barcelona                                 |
| 2017 | La espiritualidad de los pueblos, la sabiduría del Mundo                                          | Lisboa, Portugal    | Universidad Lusófona                                        |
| 2017 | Eco-conciencia. El respeto por la Naturaleza es el respeto por nosotros mismos y por la humanidad | Lisboa, Portugal    | Instituto Macrobiótico de Portugal                          |
| 2017 | El espíritu del lugar – De la organización a la construcción de un territorio vivo                | Guimaraes, Portugal | Universidad de Minho                                        |
| 2016 | Los valores naturales que se expresan a través del ser humano                                     | Barcelona, España   | Universidad Autónoma de Barcelona                           |
| 2016 | Los pueblos indígenas y la conservación de la Naturaleza                                          | Barcelona, España   | Universidad de Barcelona                                    |
| 2016 | Sabiduría y conciencia de los pueblos indígenas                                                   | Liege, Bélgica      | Universidad HELMO                                           |

## Encuentros
| Año  | Título                                                                                              | Lugar                    | Sede                                  |
| ---- | --------------------------------------------------------------------------------------------------- | ------------------------ | ------------------------------------- |
| 2017 | Encuentro de pensadores                                                                             | Oporto, Portugal         | Palacete de los Viscondes de Balsemao |
| 2017 | Cómo traer la armonía a nuestras vidas                                                              | Sagunto, España          | Casa del cultura de Puerto de Sagunto |
| 2016 | La importancia de conservar los lugares de valor, lugares esenciales a la biodiversidad del planeta | Barcelona, España        | Fundación Casa Ámbar                  |
| 2015 | Encuentro con niños y adolescentes                                                                  | Colegio Roots and Shoots | Londres, Inglaterra                   |